# Роксбер, Уильям
Уильям Роксбер (англ. William Roxburgh; 29 июня 1759 — 10 апреля 1815) — английский и шотландский хирург и ботаник.
Известен как основатель индийской ботаники. Им было опубликовано множество работ о растениях Индии, тщательно проиллюстрированных рисунками, сделанными индийскими художниками и сопровождавшихся описанием большого количества видов. Он дал название множеству видов, впервые им описанных. Многие виды растений были названы в его честь.
Был врачом английской Ост-индской компании и директором ботанического сада в Калькутте; первый начал изучать ост-индские растения.
Его труды: 
- «Plants of the coast of Coromandel» (1795—1819; с 360 таблицами),
- «Flora indica» (1832).